# Étienne Ier de Troyes
Pour les articles homonymes, voir Étienne.

Étienne Ier de Vermandois, mort vers 1021/1023, fut comte de Troyes, de Meaux, et seigneur de Vitry de 995 à 1020. Il était fils d'Herbert le Jeune, comte de Troyes et de Meaux.
Il avait épousé une Adélaïde, mais n'en eut pas de postérité. 
Les conditions de sa succession sont peu claires. Son successeur, Eudes II de Blois, n'est pas son parent le plus proche, ce qui élimine la succession classique par défaut. Eudes II de Blois étant l'ennemi du roi de France Robert II le Pieux, il n'est guère envisageable de penser que c'est ce dernier qui inféoda ses terres champenoises à Eudes : en effet, il y a tout lieu de penser que le roi s'opposa à cette succession, car Eudes tenait ensuite le domaine royal en tenailles[Interprétation personnelle ?]. En fait, il est probable qu'Eudes II de Blois soit le successeur désigné d'Étienne.

## Source
- Christian Settipani, La Préhistoire des Capétiens (Nouvelle Histoire généalogique de l'auguste maison de France, vol. 1), Villeneuve-d'Ascq, éd. Patrick van Kerrebrouck, 1993, 545 p. (ISBN 978-2-95015-093-6).